# Thợ săn thành phố
Thợ săn thành phố, có tên gốc là City Hunter (tiếng Hàn Quốc: 시티헌터, đã Latinh hoá: Siti Heonteo) là một bộ phim truyền hình Hàn Quốc có sự tham gia của các diễn viên nổi bật như Lee Min Ho, Park Min Young, Lee Joon Hyuk, Hwang Sun Hee, Yang Jin-sung, Lee Kwang Soo và cố diễn viên, ca sĩ Goo Hara. Phim được công chiếu lần đầu tiên từ 25 tháng 5 đến 25 tháng 7 năm 2011 trên SBS. Bộ phim là một phiên bản cải biên từ manga cùng tên của tác giả người Nhật Hojo Tsukasa. Trong phim có nhắc đến nhiều tình thiết lịch sử và chính trị như Vụ đánh bom Rangoon ngày 9-10-1983 hay vụ tấn công DDoS vào 40 trang web chính phủ Hàn Quốc ngày 4-3-2011.
Tại Việt Nam, phim từng được TVM Corp. mua bản quyền và phát sóng trên các kênh HTV.

## Tóm tắt nội dung
Bộ phim xoay quanh về anh chàng điển trai Lee Yoon Sung, từ lúc chào đời bởi mẹ của anh Lee Kyung Hee (Kim Mi Sook) phải vượt cạn tại một bệnh viện phụ sản một mình khi không có chồng bên cạnh, và anh từ lúc chưa chào đời đã có vấn đề nhịp tim chậm đôi chút so với những đứa trẻ khác và người bình thường, cùng sự trả thù mà người cha nuôi của anh là Steven Lee đã nhồi não và huấn luyện anh thành một gián điệp kiêm sát thủ lấy biệt danh là Thợ săn thành phố (City Hunter), hoạt động dưới vỏ bọc là tiến sĩ chuyên về máy tính và công nghệ làm việc tại Nhà Xanh. Ngoài ra,bộ phim còn nói về chuyện tình lãng mạn của anh và nữ cảnh vệ Nhà Xanh Kim Na Na. Sau đó, mọi thứ trở nên rắc rối và phức tạp hơn khi Công tố viên Kim Young Joo - một công tố xuất sắc làm tại Viện kiểm sát Đặc biệt biết được thân phận thật của anh chính là Thợ săn thành phố. Sự đối đầu của các phe phái chính trị ngày càng thêm căng thẳng. Với sự thông minh và tài năng của mình Lee Yoon Seong đã phá được nhiều âm mưu chính trị của các phe phái với nhau. Một điều quan trọng là một thợ săn lạnh lùng như anh nay lại bỗng phải rơi nước mắt vì tìm được người mẹ bị thất lạc mà cha nuôi anh nói là đã chết...Mặc dù vậy nhưng một sự thật phũ phàng và đau đớn là Steven Lee không phải là cha ruột mà là người bắt cóc Yoon Seong,còn người cha thật là người thứ năm trong Ngũ nhân hội - tổng thống Eun Chan, còn Park Mo-Youl là người cha nuôi đã qua đời vì hi sinh cho Steven Lee trong cuộc thanh trừng bằng tàu ngầm.

## Đánh giá
| Tập #      | Ngày chiếu tại Hàn Quốc | Thị phần khán giả bình quân | Thị phần khán giả bình quân | Thị phần khán giả bình quân | Thị phần khán giả bình quân |
| Tập #      | Ngày chiếu tại Hàn Quốc | TNmS Ratings                | TNmS Ratings                | AGB Nielsen                 | AGB Nielsen                 |
| Tập #      | Ngày chiếu tại Hàn Quốc | Toàn quốc                   | Vùng thủ đô Seoul           | Toàn quốc                   | Vùng thủ đô Seoul           |
| ---------- | ----------------------- | --------------------------- | --------------------------- | --------------------------- | --------------------------- |
| 1          | 25 tháng 5 năm 2011     | 9.5%                        | 11.8%                       | 10.5%                       | 11.0%                       |
| 2          | 26 tháng 5 năm 2011     | 10.0%                       | 12.2%                       | 11.1%                       | 12.2%                       |
| 3          | 1 tháng 6 năm 2011      | 11.9%                       | 13.6%                       | 12.3%                       | 13.0%                       |
| 4          | 2 tháng 6 năm 2011      | 12.6%                       | 15.0%                       | 12.8%                       | 13.3%                       |
| 5          | 8 tháng 6 năm 2011      | 13.0%                       | 15.7%                       | 13.7%                       | 14.9%                       |
| 6          | 9 tháng 6 năm 2011      | 13.2%                       | 15.4%                       | 14.2%                       | 14.8%                       |
| 7          | 15 tháng 6 năm 2011     | 13.6%                       | 16.7%                       | 13.7%                       | 14.0%                       |
| 8          | 16 tháng 6 năm 2011     | 12.7%                       | 14.2%                       | 13.8%                       | 13.8%                       |
| 9          | 22 tháng 6 năm 2011     | 13.8%                       | 15.2%                       | 13.4%                       | 13.4%                       |
| 10         | 23 tháng 6 năm 2011     | 14.4%                       | 16.4%                       | 14.6%                       | 15.4%                       |
| 11         | 29 tháng 6 năm 2011     | 17.4%                       | 19.5%                       | 18.4%                       | 19.4%                       |
| 12         | 30 tháng 6 năm 2011     | 18.3%                       | 20.5%                       | 18.8%                       | 19.1%                       |
| 13         | 6 tháng 7 năm 2011      | 18.5%                       | 20.5%                       | 18.7%                       | 19.8%                       |
| 14         | 7 tháng 7 năm 2011      | 18.3%                       | 20.6%                       | 19.6%                       | 19.8%                       |
| 15         | 13 tháng 7 năm 2011     | 18.4%                       | 19.6%                       | 20.0%                       | 20.5%                       |
| 16         | 14 tháng 7 năm 2011     | 18.5%                       | 18.8%                       | 19.2%                       | 19.8%                       |
| 17         | 20 tháng 7 năm 2011     | 18.9%                       | 19.6%                       | 18.8%                       | 19.7%                       |
| 18         | 21 tháng 7 năm 2011     | 18.6%                       | 20.3%                       | 19.3%                       | 19.3%                       |
| 19         | 27 tháng 7 năm 2011     | 19.0%                       | 18.7%                       | 18.8%                       | 19.0%                       |
| 20         | 28 tháng 7 năm 2011     | 19.1%                       | 20.6%                       | 18.0%                       | 20.0%                       |
| Trung bình | Trung bình              | 15.2%                       | 17.2%                       | 16.0%                       | 16.6%                       |